# Handball-Oberliga Rheinland-Pfalz/Saar 2021/22
Die Handball-Oberliga Rheinland-Pfalz/Saar 2021/22 (OL-RPS) wurde unter dem Dach der Handball-Landesverbände Rheinhessen (HVR), Rheinland (HVRL), Pfalz (PfHV) und Saar (HVS) organisiert und ist die höchste Spielklasse des Verbundes. Die Oberliga – RPS  ist nach der Bundesliga, der 2. Bundesliga und der 3. Liga eine der vierthöchsten Spielklassen im deutschen Handball.

## Saisonverlauf
Die Handball-Oberliga Rheinland-Pfalz/Saar 2021/22 war die zwanzigste Ausspielung dieser Handballliga. Meister und Aufsteiger in die 3. Liga wurde der VTV Mundenheim. Bei den Frauen gab es keinen Aufsteiger, Meister TSV Kandel zog sich nach der Saison in die Verbandsliga zurück.

### Modus
Sechzehn Mannschaften spielten eine Hin- und Rückrunde. Nach Abschluss der daraus resultierenden Spieltage ist die Meister in die 3. Liga aufgestiegen und die letzten zwei bis fünf Mannschaften in die Verbandsligen abgestiegen. Der Modus war für Männer und Frauen gleich.

## Teilnehmer
Nicht mehr dabei waren die Aufsteiger der Vorsaison und der HC Dillingen/Diefflen. Neu hinzugekommen ist der TV Nieder-Olm. Bei den Frauen war die FSG Arzheim/Moselweiß nicht mehr dabei.

### Abschlussplatzierungen

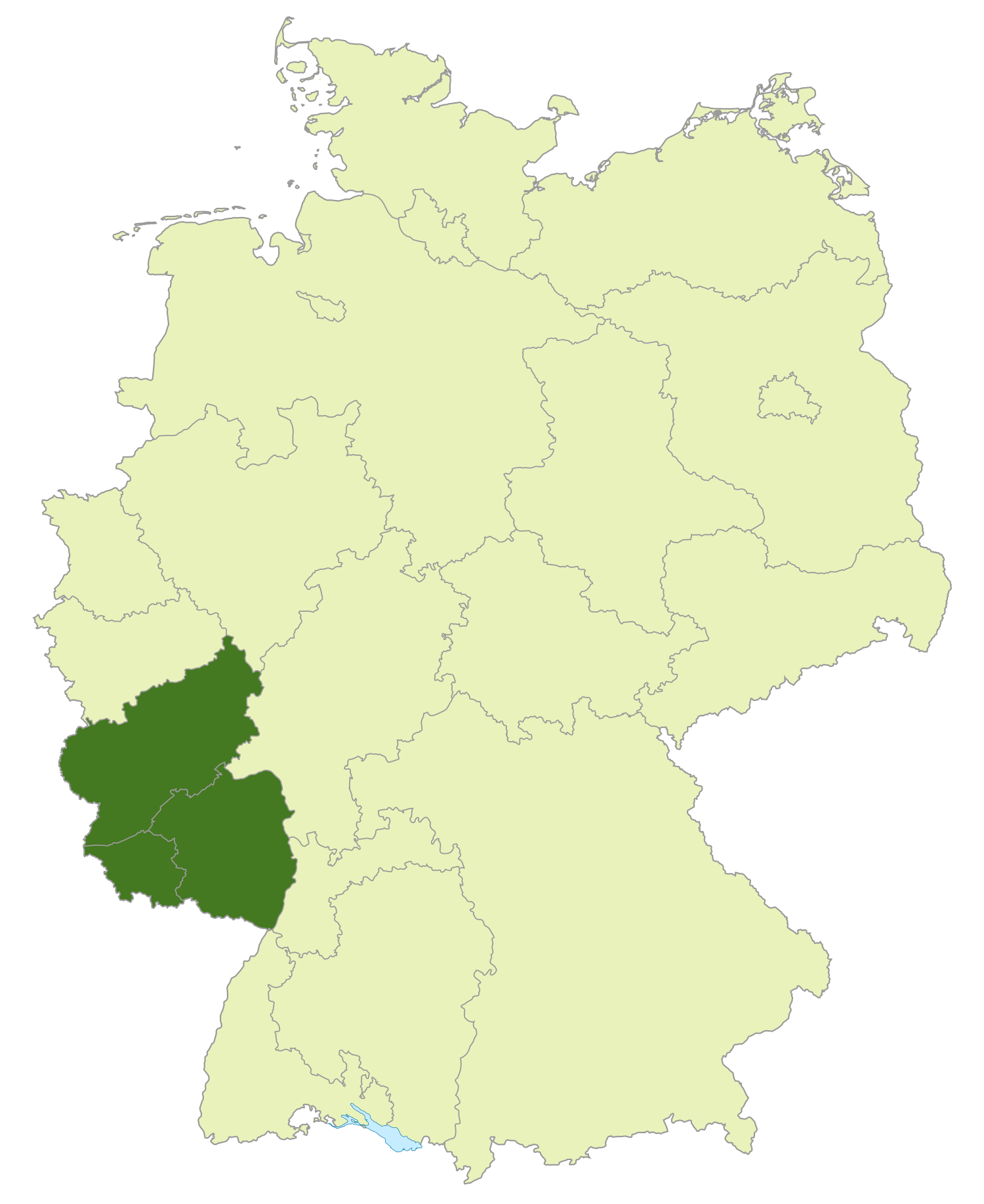
Bereich der Handball-Oberliga
Rheinland-Pfalz / Saarland

| Männer  1. VTV Mundenheim - 2. TV Homburg - 3. TV 1886 Offenbach - 4. HSG Rhein-Nahe Bingen - 5. MSG HF Illtal - 6. TV 05 Mülheim - 7. HSG Eckbachtal - 8. TuS 04 Dansenberg II - 9. TV Nieder-Olm (N) - 10 SG Saulheim - 11 VT Zweibrücken-Saarpfalz - 12 HV Vallendar - 14 HSG Worms  13 TuS 05 Daun (R)  15 HSG Völklingen  16 HSG Kastellaun/Simmern | Frauen  1. TSV Kandel (R) - 2. SG Ottersheim/Bellheim/Kuhardt/Zeiskam - 3. TV Bodenheim - 4. TV Bassenheim - 5. DJK SF Budenheim - 6. TSG Friesenheim - 7. VTV Mundenheim - 8. HF Köllertal - 9. HSV Sobernheim - 10 SV 64 Zweibrücken - 11 TV 03 Wörth - 12 HC Koblenz  13 TG Osthofen Handball  14 TV Welling  15 HSG TVA/ATSV Saarbrücken  16 TG Waldsee |

(A) = Absteiger aus der 3. Liga (N) = neu in der Liga (R) = Rückzug
  Meister und Aufsteiger zur 3. Liga 2022/23
  Meister und Rückzug*
- Für die Oberliga 2022/23 qualifiziert

  „Absteiger“